# Ryadh Sallem
Ryadh Sallem est un sportif handisport français né le 6 septembre 1970 à Monastir. Champion dans trois disciplines différentes (natation, basket-fauteuil et  rugby-fauteuil), il est « l'un des visages du handisport français ». À la ville, il est « consultant conférencier » auprès d’entreprises orientées vers le sport et le handicap.

## Biographie

### Handicap
Ryadh Sallem est né tétraplégique (sans jambes, ni main gauche et avec une main droite partiellement formée). L'origine de son handicap est dû à des médicaments que prenait sa mère. Il a passé sa jeunesse dans un internat paramédical.

### Études
Il a un brevet d'études professionnelles (BEP) en informatique.

### Carrière sportive
Triple champion d’Europe de basket-fauteuil, il participe cinq fois aux Jeux paralympiques (Atlanta en 1996, Sydney en 2000, Athènes en 2004 au sein de l'équipe de France de basket-fauteuil ; Londres en 2012 et Rio de Janeiro en 2016 en rugby-fauteuil),,.
En septembre 2022 à la Halle Carpentier, Ryadh Sallem et l’équipe de France de rugby-fauteuil deviennent champions d'Europe (en). Il est sélectionné pour disputer à Paris ses sixièmes Jeux paralympiques. Il est l'ainé de la sélection.
Il est choisi pour être l'un des porteurs de la flamme paralympique en Île-de-France pour les Jeux paralympiques d'été de 2024. Cela sera ses sixièmes Jeux paralympiques.

### Politique
Il est candidat du Parti socialiste aux législatives de 2017 à la demande de la maire de Paris Anne Hidalgo.
Il vise la 10e circonscription de Paris détenue par Denis Baupin.
Ryadh Sallem est nommé à la tête de la commission sport de la LICRA.

### Prise de position
Ryadh Sallem déplore le manque d'accessibilité pour les handicapés pendant pour les Jeux olympiques à Paris en 2024.[source insuffisante]
Il est le fondateur de CAP SAAA (sport, art, aventure, amitié), une association qui promeut une vision positive du handicap ;  dans ce cadre il promet et est un joueur de rugby fauteuil.
Face à la montée du RN aux élections législatives de 2024, il signe une tribune estimant que la jeunesse est en danger.